# 第3鎮海丸事件
第3鎮海丸事件（だい3ちんかいまるじけん）とは、大阪府内の貿易会社を活動拠点として北朝鮮（朝鮮民主主義人民共和国）との間で密貿易などを行っていたグループが1956年（昭和31年）4月に摘発された事件。当時は「スパイ事件」「スパイ団事件」などの名で報道された。状況証拠は、スパイ（北朝鮮工作員）の関与を示しているものの、物的証拠に欠けるため「幻のスパイ団事件（まぼろしのスパイだんじけん）」と称されることがある。
1956年4月12日午後2時半、海上保安庁の巡視船が広島県呉市斎島東方の海上で、表面的には大韓民国向けの商品輸出と偽装しながら実際には北朝鮮に物資を運んでいた第3鎮海丸を摘発した。これに合わせ、東京都・大阪府・神戸市などでも警視庁や大阪府警察によって一斉摘発が実施され、貿易会社社長などが逮捕された。

## 概要
この事件は、警視庁、大阪府警察、海上保安庁がそれぞれ別の情報に基づいて個別に捜査を進めていたことから発覚した。警視庁公安3課では前年（1955年）摘発の「第三次朝鮮スパイ事件」で逮捕された2名が"M"を自称する男と秘かにたびたび会合をもっていたことで内偵を進め、大阪府警は1954年以降、A貿易会社の動向に不審な点がないか注視し、捜査していた。また、海上保安庁は、1955年秋ごろから第3鎮海丸など100トン前後の船数隻が、韓国との合法貿易を装いつつ、頻繁にロープや機械、薬品といった品物を積んでは神戸港や下関港を出港し、しばらくすると同じ船がどこからかスクラップなどを持ち帰ってきていることが確認されたため、内偵していた。
大阪府警察が内偵を進めるなか、警視庁や海上保安庁もそれぞれ個別に内偵していることが判明し、三者で情報の共有を図ったところ、A貿易会社を中心に、水面下で北朝鮮と密貿易をしているグループがあること、密輸グループ内には日本の経済事情などの諜報活動や政治工作のほか、民間漁業者を対象に浸透工作をしている様子もうかがえること、2,3人程度ではあるが北朝鮮からの密入国者が含まれている可能性があること、グループの財政担当が都内中野区在住の自称"M"で、第三次朝鮮スパイ事件で摘発された韓裁徳の後継として北朝鮮から送り込まれてきたらしいことなどが浮かび上がったものの、"M"は10以上の偽名を使い分けており、その実態は「北朝鮮の特務機関員」というだけで本名などは把握できていなかった。
捜査の進捗により、密輸グループは第3鎮海丸などを用いて韓国向け輸出品と称して、大工道具や船舶用具、ラジオ、レーヨン、医薬品、ミルクなど1回につき1,000万円相当の品物を積載して神戸や尾道などで税関検査を受けていた。しかし、海上保安庁の監視によって、韓国への渡航は全くの虚偽で、実際には新浦港（咸鏡南道）など北朝鮮の港湾に入港して、復路には非鉄金属や顔料、ウニ、副蚕糸（くず繭）やスクラップなどを積み荷として日本に運んできていることが判明した。第3鎮海丸は、わかっているだけでも10回は日朝間を往復しており、密貿易のみならず、日本に潜入する北朝鮮工作員も運んでいるとみられた。
こうした状況下、1956年4月11日夜、第3鎮海丸が捜査対象者の大半を乗せた状態で名目上は韓国の釜山港に向けて出発するという情報を得たため、警視庁、大阪府警、海上保安庁が揃って一斉摘発を行うことになり、第3鎮海丸については神戸港出港後、領海外に到達するのを待って海上保安庁が摘発し、それと同時に警視庁や大阪府警などで12日夕刻、東京、大阪、神戸、広島、小倉、対馬など10数か所で一斉摘発に入った。この結果、船員を含め計12名が逮捕されたが、中心人物とされた"M"はそのなかにいなかった。
大阪のA貿易会社には12日の午後5時から捜索の手が入ったが、当時の報道によれば同社の社長は逮捕したものの、捜査陣が会社に入った時には事務所内に従業員の姿はほとんどなく、数個の机と椅子が並べられていただけであった。無線機や乱数表の押収もなかった。4月14日の新聞報道では、第六管区海上保安本部（広島市）が「北鮮密輸団の全容発表」と題して一連の事案を「関税法違反、私文書偽造、同行使容疑で福岡地方検察庁小倉支部に身柄とも送検する」と発表したことを掲載したにとどまった。